# Браженец
Браженец (укр. Браженець) — село на Украине, основано в 1864 году, находится в Коростышевском районе Житомирской области.
Население по переписи 2001 года составляет 54 человека. Почтовый индекс — 12530. Телефонный код — 4130. Занимает площадь 0,458 км².

## Адрес местного совета
12530, Житомирская область, Коростышевский р-н, с.Квитневое